# Lusitanoneura grandolensis
Lusitanoneura grandolensis är en tvåvingeart som beskrevs av Ribeiro och Chandler 2007. Lusitanoneura grandolensis ingår i släktet Lusitanoneura och familjen svampmyggor. Inga underarter finns listade i Catalogue of Life.